# Ferdinand Buchanan
Ferdinand Buchanan   (Eswatini, 8 de març de 1888 - Pretòria, 14 d'abril de 1967) va ser un tirador sud-africà que va competir a començaments del segle xx.
El 1920 va prendre part en els Jocs Olímpics d'Anvers, on disputà cinc proves del programa de tir. Guanyà la medalla de plata en la competició de rifle militar 600 metres per equips. En les altres proves destaquen la quarta posició en la de rifle militar per equips i la sisena en la de rifle lliure per equips.